# Henry Paget, 5. Marquess of Anglesey

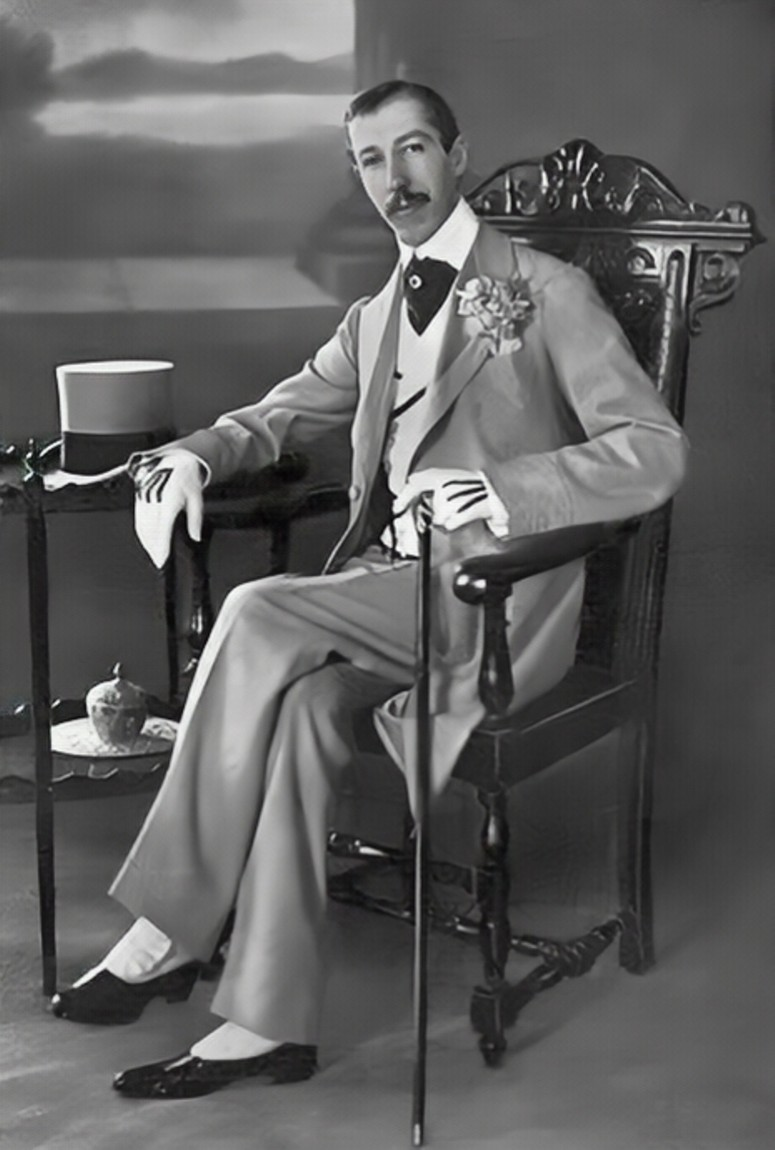
Henry Cyril Paget, 5. Marquess of Anglesey

Henry Cyril Paget, 5. Marquess of Anglesey (* 16. Juni 1875 in Paris; † 14. März 1905 in Monte-Carlo), bis 1880 unter dem Höflichkeitstitel Lord Paget bekannt, zwischen 1880 und 1898 unter dem Höflichkeitstitel Earl of Uxbridge, war ein britischer Adliger und galt bereits zu Lebzeiten als eines der exzentrischsten Mitglieder des britischen Hochadels.

## Leben
Henry Paget war der älteste Sohn von Henry Paget, 4. Marquess of Anglesey (1835–1898), und Urenkel des bedeutenden Feldmarschalls Henry Paget (1768–1854), der für seinen Einsatz bei der Schlacht von Waterloo zum Marquess of Anglesey erhoben worden war. Die Mutter von Henry Paget war Blanche Mary Boyd, die zweite Ehefrau des 4. Marquess of Anglesey. Es kursierten zu dieser Zeit aber auch Gerüchte, dass der französische Schauspieler Benoît Constant Coquelin der tatsächliche Vater von Henry Paget gewesen sei. Diese Gerüchte wurden noch verstärkt, als Blanche nur zwei Jahre nach der Geburt ihres Sohnes Selbstmord beging und der kleine Henry Paget ohne nachvollziehbaren Grund in Paris blieb, wo ihn Coquelins Schwester als Kindermädchen betreute.

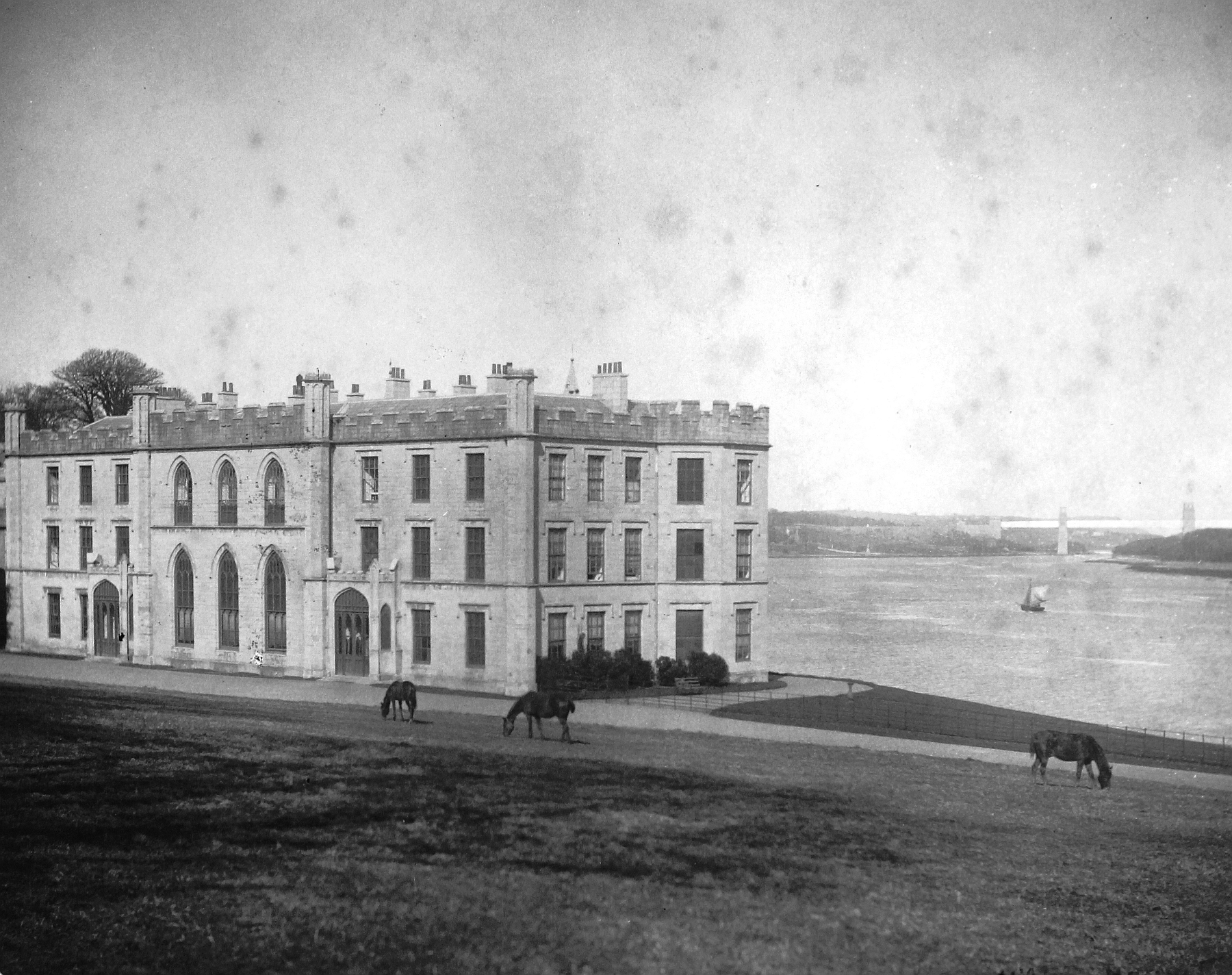
Plas Newydd auf der Insel Anglesey in Nordwales um 1900

Im Alter von acht Jahren kam Henry Paget nach Plas Newydd, dem Stammsitz der Familie Paget auf Anglesey in Nordwales. Dort wurde er von nur einem Kindermädchen betreut, hatte keine Geschwister als Spielkameraden und erhielt wenig Aufmerksamkeit von seinem Vater, der als schwieriger Charakter galt. Zunächst beschritt Henry Paget den traditionellen Weg eines privilegierten jungen Mannes seiner Zeit, besuchte das Eton College in der englischen Grafschaft Berkshire und diente später als Lieutenant beim 2. Volunteer Battalion der Royal Welch Fusiliers, einem Regiment der britischen Armee.
Zu Beginn des Jahres 1898 arrangierte seine Familie eine Heirat mit seiner 17-jährigen Cousine Lilian Florence Maud Chetwynd (1876–1962). Bereits zu dieser Zeit zeigten sich bei Henry Paget erste exzentrische Züge. Er trug zahlreiche Ringe an seinen Fingern und benutzte Schminke, um seinen Teint aufzuhellen. Die Flitterwochen verbrachte das Paar in Paris. Als Lilian die Edelsteine im Schaufenster eines Juweliers bewunderte, ging er hinein und kaufte die gesamte Auslage. Jede Nacht bestand er darauf, dass sie ihren nackten Körper mit diesen Schmuckstücken bedeckte, und begnügte sich damit, dieses Arrangement zu bestaunen. Zwei Jahre später wurde die Ehe wegen anhaltender Nichtvollziehung annulliert.

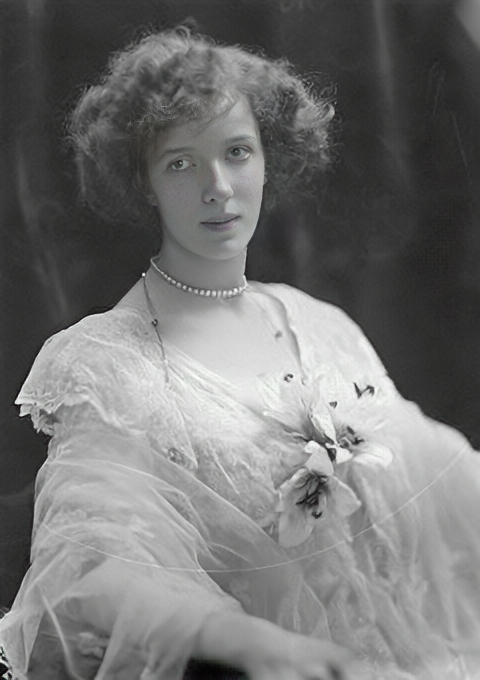
Lilian Paget, Marchioness of Anglesey

Im Herbst 1898 starb der 4. Marquess of Anglesey und hinterließ seinem 23-jährigen Sohn ein Vermögen, zu dem auch die Familiengüter in Staffordshire, Dorset, Derbyshire und auf Anglesey gehörten, die damals jährlich etwa 100.000 £ einbrachten, was heute etwa 15.000.000 £ entspricht. Der 5. Marquess, von seinen Freunden Toppy genannt, wurde dadurch zu einem der reichsten Männer Großbritanniens. Eine seiner ersten Handlungen war, die Jagdhunde seines Vaters durch Schoßhunde zu ersetzen, die jeweils mit einem Seidenmantel, bestickt mit dem Familienwappen, ausstaffiert wurden. Henry Paget war dafür bekannt, dass er mit weißen Pudeln, die mit rosa Schleifen geschmückt waren, in London durch die Straßen von Mayfair spazierte. Daneben kaufte er Schmuck und Pelze und veranstaltete extravagante Partys.
Im Verlauf der nächsten Jahre widmete er sich seiner Leidenschaft für Bühnenaufführungen und baute die Kapelle von Plas Newydd zu einem Theater mit 150 Sitzplätzen um, das er als The Gaiety bezeichnete. Für seine erste Produktion Aladdin heuerte er professionelle Schauspieler aus London zu überhöhten Gagen an und beleuchtete mit Fackeln einen langen Weg zum Theater, um dem Publikum aus der nahegelegenen Umgebung bei kostenlosem Eintritt den Weg zu weisen. Weitere Inszenierungen waren u. a. Sinbad und Red Riding Hood. Bei seinen Aufführungen wirkte er auch selbst mit und zeigte dabei aufsehenerregende Tanzeinlagen, darunter Schmetterlings- und Schlangentänze, die von der amerikanischen Tänzerin Loïe Fuller inspiriert waren. Die Kostüme für seine Auftritte waren mit echten Juwelen besetzt und aus kostbaren Stoffen gefertigt.

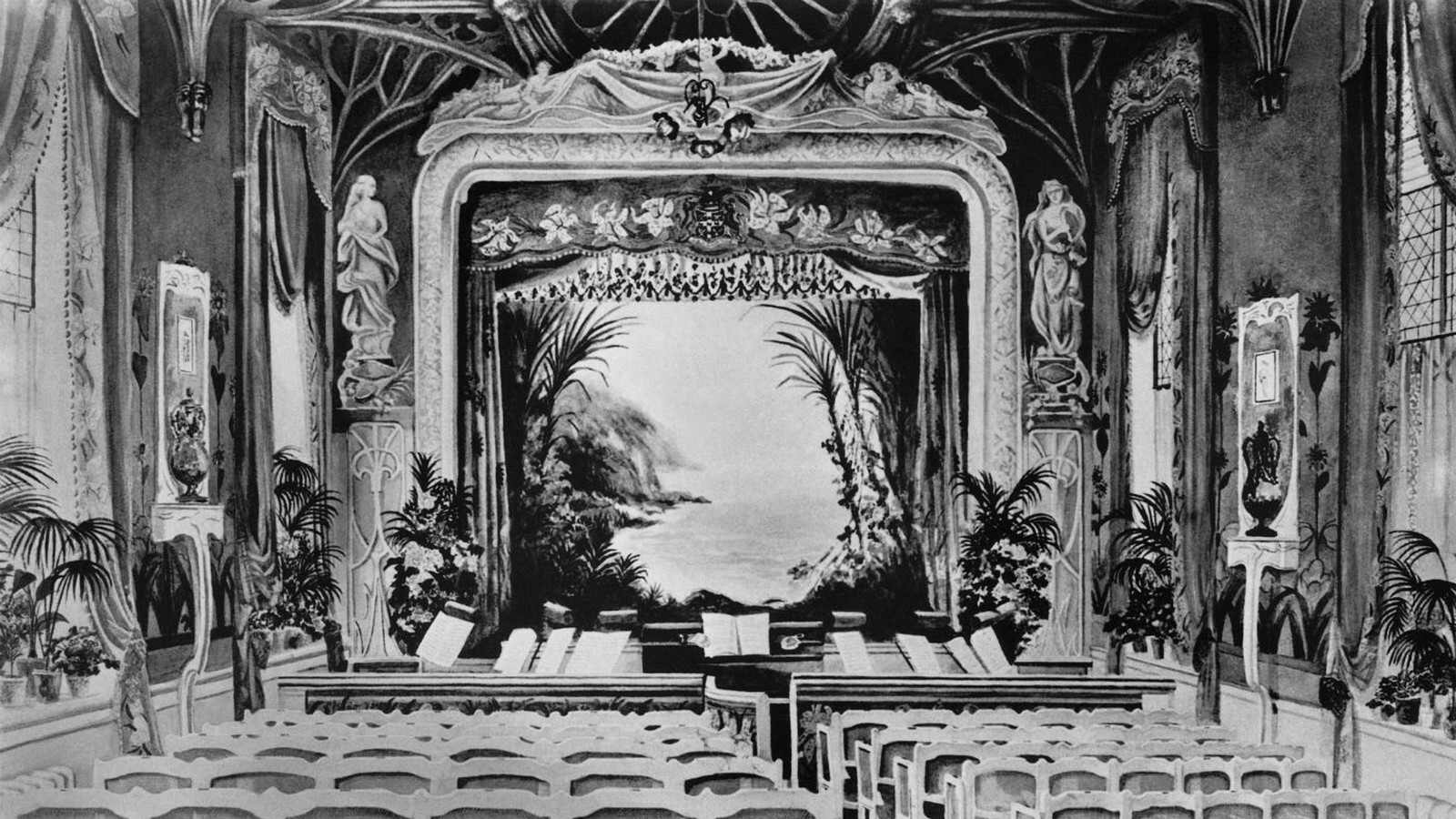
Theater The Gaiety

Schließlich tourte Henry Paget mit seinen Produktionen drei Jahre lang durch Großbritannien und Europa. Etwa 50 Personen und Lastwagen mit Gepäck, Kostümen und Requisiten begleiteten den Marquess in seiner Limousine. Gezeigt wurden englische Pantomimes und Stücke von William Shakespeare und Oscar Wilde. Nach den Aufführungen verteilte der von der Fotokunst begeisterte Marquess Fotografien, die ihn in verschiedensten Kostümen zeigten. Mit besonderer Vorliebe verkleidete er sich als Queen Eleanor of Aquitaine. Daneben gab er auch weiterhin große Summen für Schmuck, Pferde, Kutschen, Automobile und Yachten aus. Zu diesem Zeitpunkt hatte er bereits begonnen, Ländereien zu verpfänden, um seinen Lebensstil zu finanzieren.
1904 musste Henry Paget Konkurs anmelden, nachdem er Schulden in Höhe von annähernd einer halben Million £, heute etwa 70.000.000 £, angehäuft hatte. Um die Gläubiger auszuzahlen, wurde eine große Auktion veranstaltet, die sich über 40 Tage hinzog. Zu den angebotenen Artikeln zählten opulente Kleidungsstücke, darunter mehrere Hundert Paar Schuhe, extravagante Schmuckgegenstände und Juwelen, die allein 80.000 £ einbrachten, was heute etwa 12.000.000 £ entspricht. Insgesamt wurden etwa 17.000 Objekte versteigert. Die meisten seiner Gläubiger erhielten ihr Geld zurück, und dem Marquess wurde eine jährliche Summe von 3.000 £, heute etwa 400.000 £, zugesprochen.
Ende des Jahres 1904 zog Henry Paget nach Frankreich und nahm Unterkunft in einem Grand Hotel nahe Dinard in der Bretagne. Er hoffte, in wenigen Jahren seine Theaterproduktionen wieder aufnehmen zu können. Später übersiedelte er an die Côte d’Azur und wohnte im Hotel Royale in Monte-Carlo. Im Frühjahr 1905 erkrankte er an Tuberkulose und starb im Alter von 29 Jahren im Beisein seiner Ex-Frau Lilian. Seine sterblichen Überreste wurden nach Anglesey zurückgebracht und in Llanedwen, einem Ort nahe bei Plas Newydd, beigesetzt. Seine Ex-Frau Lilian heiratete 1909 John Francis Gray Gilliat, einen Bankier, mit dem sie drei Kinder hatte. Der Titel des Marquess of Anglesey ging an seinen Cousin Charles Henry Alexander Paget (1885–1947), der alle Papiere und verbliebenen persönlichen Gegenstände seines Vorgängers vernichtete und das Theater wieder in eine Kapelle zurückbauen ließ.

## Galerie

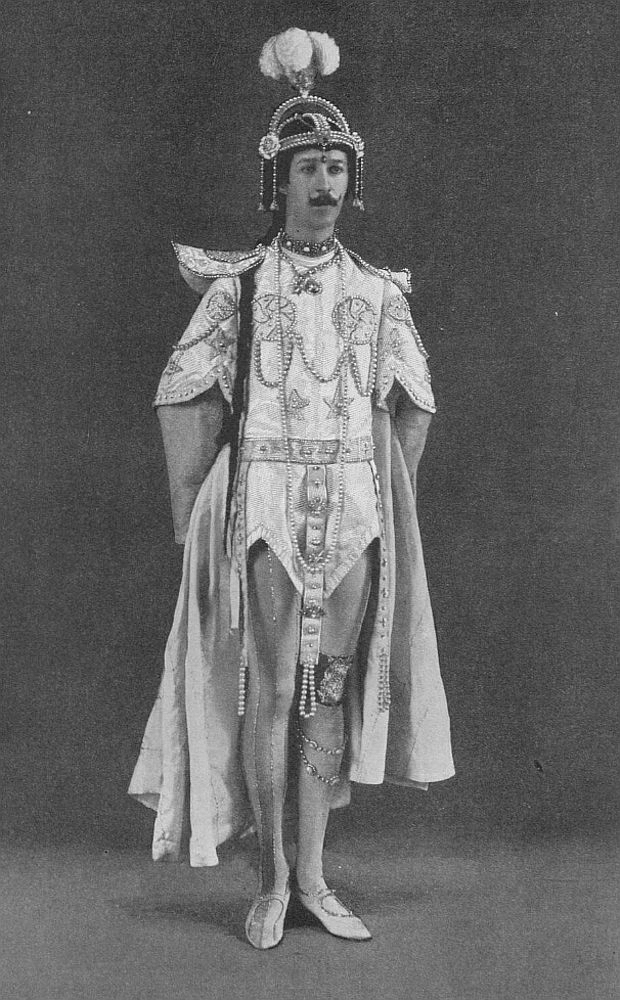
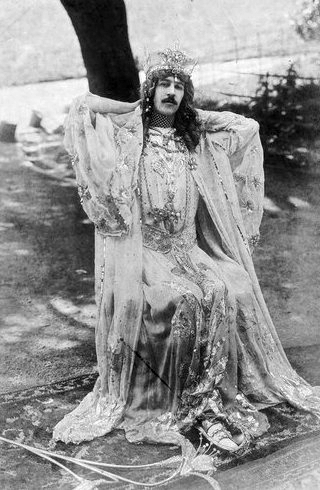
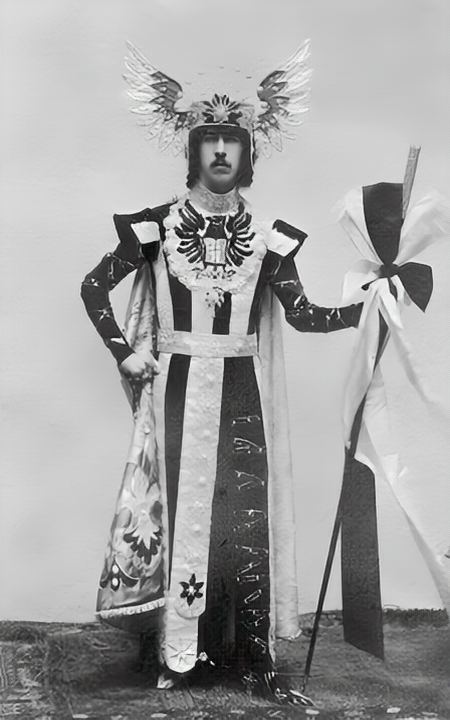
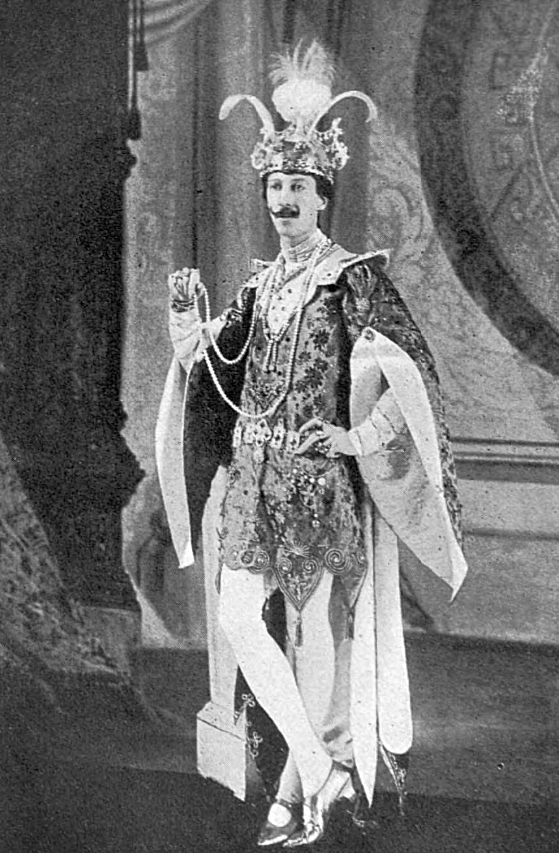
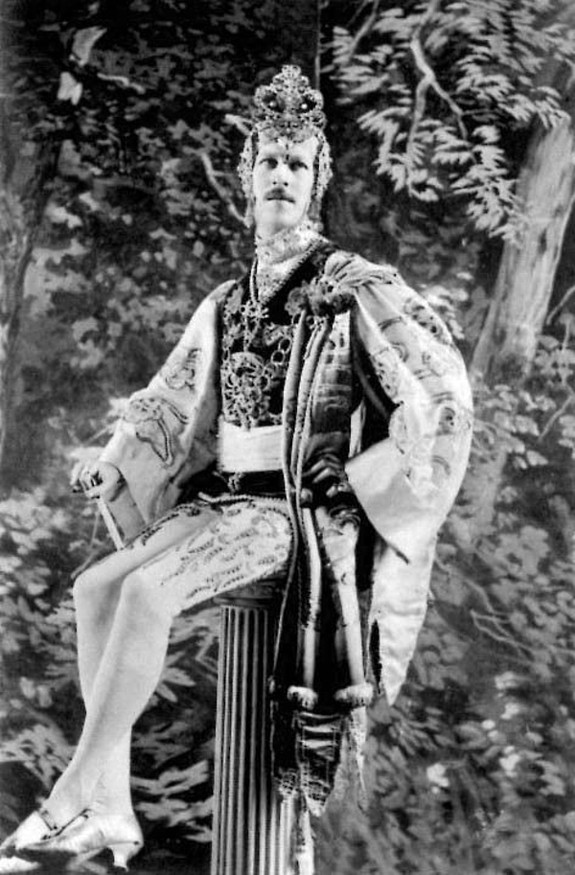

## Rezeption

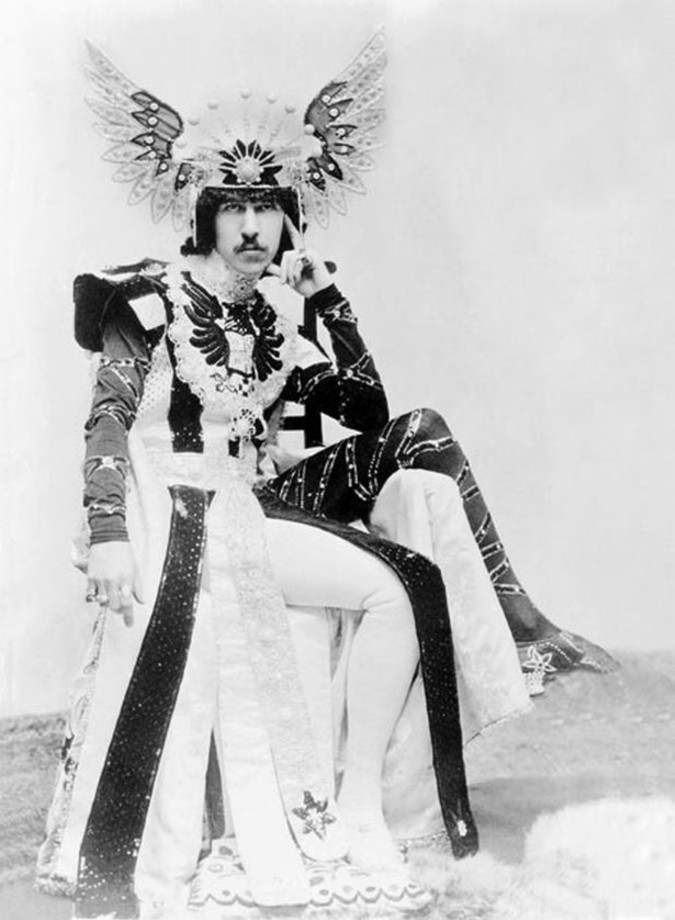
Fotografie von John Wickens

Bereits zu Lebzeiten erlangte Henry Paget den Ruf eines verschwenderischen Lebenswandels. Seine Aufführungen sorgten in der Gesellschaft des Viktorianischen Zeitalter für Irritationen, so dass er als The Dancing Marquess verspottet wurde. Insbesondere über die Auktion seiner privaten Gegenstände 1904 wurde in vielen Zeitungen, darunter Daily Mail und Evening Post, ausführlich berichtet. Seine Objekte galten als die wundervollste Kollektion persönlicher Kleidungsstücke, die jemals verkauft wurde. Sein Ruf reichte allem Anschein nach bis nach Übersee, denn 1905 erschien in der amerikanischen Chicago Daily Tribune ein Nachruf auf den verstorbenen Marquess.
Aufgrund seiner extravaganten Lebensweise, seinem Hang zum Cross-Dressing und die Annullierung seiner Ehe vermutete man bald, Henry Paget sei homosexuell gewesen. Allerdings kam es zu seinen Lebzeiten zu keinerlei sexuellen Skandalen. Ebenso wenig gibt es bis jetzt Anhaltspunkte für Liebesbeziehungen zu Personen gleichen oder anderen Geschlechts. Eine abschließende Einschätzung wird durch die Vernichtung seiner Papiere nach seinem Tod erschwert. Heute hält man es für möglich, dass Henry Paget ein klassischer Narzisst war. Eine narzisstische Persönlichkeitsstörung zeichnet sich durch ein gesteigertes Verlangen nach Anerkennung und Bewunderung und einen Mangel an Empathie und Beziehungsfähigkeit aus.
In neuerer Zeit erfuhr das Leben des 5. Marquess of Anglesey wieder erhöhte Aufmerksamkeit. Erst kürzlich entdeckte Fotografien von Henry Paget und seiner Entourage wurden auf Plas Newydd in einer Ausstellung gezeigt. Besondere Verbreitung findet ein Foto von John Wickens (1865–1936), auf dem Kostüm und Körperhaltung des Marquess überraschend modern wirken. Der Dramatiker und Komponist Seiriol Davis verfasste ein Musical mit dem Titel How To Win Against History über das Leben des 5. Marquess, das 2016 in Edinburgh zur Uraufführung kam. Das Stück erregte in Großbritannien großes mediales Aufsehen, erhielt mehrere Auszeichnungen und wurde zwischen 2016 und 2017 auf verschiedenen Bühnen in England und Wales gezeigt. Seiriol Davis veröffentlichte dazu auch ein Buch über die Entstehung und den Inhalt des Stücks.